# Urocitellus canus
Urocitellus canus är en däggdjursart som beskrevs av Clinton Hart Merriam 1898. Den ingår i släktet Urocitellus och familjen ekorrar. IUCN kategoriserar arten globalt som livskraftig.

## Taxonomi
Arten har tidigare förts till släktet sislar (Spermophilus), men efter DNA-studier som visat att arterna i detta släkte var parafyletiska med avseende på präriehundar, släktet Ammospermophilus och murmeldjur, har det delats upp i flera släkten, bland annat Urocitellus.
Catalogue of Life listar följande underarter:
- Urocitellus canus canus (Merriam, 1898) och
- Urocitellus canus vigilis (Merriam, 1913).

## Beskrivning
Den korta, släta pälsen är brungrå med en skär anstrykning på ovansidan, medan buksidan är mycket ljust beige. Huvudets sidor och bakbenen är något rödaktigare än ryggsidan. Svansen har grå ovansida med en ljust kanelfärgad undersida. Pälsen saknar helt markeringar. Kroppslängden varierar från 19 till nära 22 cm.

## Ekologi
Habitaten utgörs främst av höglänta öknar med växtlighet i form av buskartade malörtsväxter, fetmållor av arten Atriplex confertifolia, Adenostoma fasciculatum och enarten Juniperus occidentalis, men också av gräs- och betesmarker samt åkerlandskap. Den förekommer ofta kring ökenkällor och konstbevattnade fält.
Bona utgörs av stora, underjordiska gångkomplex. Arten är främst aktiv på morgonen, men tillbringar en stor del av livet under jord: Under vintern sover den vintersömn i boet, och kommer fram på senvintern eller tidig vår. I maj till juli, när hettan torkar ut gräset, en viktig födokälla, går den i sommarsömn. En andra aktivitetsperiod under hösten förekommer.
Födan består främst av gräs, örter och frön, men den äter ofta även grödor, och kan också ta buskartade växter och mindre djur.
Inte mycket är känt om artens fortplantning. Ungarna föds vanligtvis sent i april eller tidigt i maj i en särskild yngelkammare som honan har inrett i sitt underjordiska bosystem. Man misstänker att kullen består av mellan 5 och 10 ungar, som dias i 3 till 4 veckor.

## Utbredning
Utbredningsområdet omfattar västra USA från östra Oregon med undantag för allra längst i norr och söder, nordvästra Nevada och västra-centrala Idaho.